# Matteus kyrkokör
Matteus kyrkokör var en blandad kör och kyrkokör i Norrköpings Matteus församling, Norrköping som bildades 19 december 1892 av musikdirektör Anders Nilsson.

## Historik
Matteus kyrkokör bildades 19 december 1892 av musikdirektör Anders Nilsson. Kören framträdde första gången på juldagen i Matteus kyrka, Norrköping med responsorierna. Matteus kyrkokör bestod från början av 40 sångare. Under en kort tid leddes kören av pastor August Laurén. Efter Nilsson leddes kören från 1 juli 1929 av musikdirektör G. Hugo Ramsten. Kören anslöt sig 1935 till Linköpings stifts kyrkosångsförbund. 1942 bildade kören en kamratförening. De har flera gånger medverkat i Sveriges radio.